# Louis Basile Carré de Montgeron
Pour les articles homonymes, voir Carré (homonymie) et Montgeron.
Louis Basile Carré de Montgeron est un écrivain et magistrat français né à Paris en 1686 et mort en 1754 à Valence. Il est surtout connu pour avoir été un défenseur du jansénisme et des Convulsionnaires.

## Biographie
Il est le fils unique d'un magistrat qui l'élève en lui laissant beaucoup de liberté. Carré de Montgeron devient, selon ses propres termes, un libertin sans aucune religion. La curiosité le pousse à se rendre sur la tombe du diacre Pâris au cimetière Saint-Médard de Paris, le 7 septembre 1731.
Il dit tout d'abord avoir été frappé et ému en voyant « le recueillement, la componction, la ferveur qui étaient peints sur le visage de la plupart des assistants ». Il adresse alors une prière au diacre et reste plusieurs heures auprès de la tombe.
Selon ses dires, il se convertit alors comme Blaise Pascal l'avait fait dans la nuit du 23 novembre 1654. Il rentre alors chez lui, consigne ce qui lui est arrivé et devient non seulement un ardent défenseur des miracles opérés par l'intercession du diacre Pâris, mais également un figuriste convaincu de la réalité des prophéties convulsionnaires, notamment celles concernant la conversion des juifs. 

### Défenseur des convulsionnaires
Carré de Montgeron passe à partir de cette date l'essentiel de sa vie à défendre la cause convulsionnaire. Il s'attaque notamment à l'archevêque de Sens, Languet de Gergy. 
Le 7 septembre 1732 il est, tout comme une majorité des parlementaires parisiens, exilé. Se retrouvant à Vic-en-Carladez en Auvergne, il rend visite en novembre et décembre à La Chaise-Dieu à Soanen qui l'encourage à écrire la Vérité des miracles. Ainsi entreprend-il l'œuvre de sa vie : une réfutation complète des attaques contre les miracles du diacre Pâris et les convulsionnaires, au tome premier de laquelle il consacrera les années 1733 à 1737. Il rassemble des certificats, des actes notariés, des mémoires, toutes pièces justificatives. Il fait dessiner par le peintre Jean Restout des portraits des miraculés qui sont ensuite gravés. Ce travail lui prend quatre années, le tout clandestinement car il n'a pas demandé la nécessaire permission de publier qui lui aurait été, de toutes façons, refusée. 
De retour à Paris, il fait relier très richement quelques exemplaires à destination du roi Louis XV, du duc d'Orléans et du premier président du Parlement. Lorsque tout est prêt, en juillet 1737, il se rend à Versailles pour remettre en mains propres son ouvrage au roi. Une convulsionnaire lui avait prédit qu'il réussirait à rencontrer le roi, donc il n'a pas estimé nécessaire de prévoir quoi que ce soit pour se faire introduire. D'après le propre récit de Montgeron, il s'installe derrière la porte de la pièce où dîne le roi et récite des prières en attendant. Un grand seigneur finit par lui ouvrir la porte et Carré de Montgeron se rend auprès du roi, devant lequel il se met à genoux. Il présente son ouvrage à Louis XV en lui récitant un discours explicatif dans lequel il fustige la Bulle Unigenitus et plaide pour les Appelants. Le roi donne le volume au cardinal de Fleury. Il se retire ensuite « sous les yeux ébahis des courtisans qui ne [lui] dirent pas un mot, comme [le lui] avait prédit la convulsionnaire », se rend ensuite chez le duc d'Orléans pour lui remettre son exemplaire, et rentre chez lui. Le cardinal de Fleury avait donné presque immédiatement l'ordre de l'arrêter, ce qui est fait à son domicile au milieu de la nuit.

### Incarcéré
Carré de Montgeron est incarcéré par lettre de cachet à la Bastille. Il restera incarcéré pour le reste de sa vie, malgré des protestations de ses confrères. L'intégralité de la première édition de son ouvrage, soit 5 000 exemplaires, est brûlée dans les fossés de la Bastille. Mais une autre édition est immédiatement diffusée à partir d'Utrecht, à très bas prix, puisqu'il avait pris ses précautions auparavant. 
Deux mois et demi après son incarcération, Carré de Montgeron est transféré à Villeneuve-les-Avignon, dans une abbaye bénédictine où il n'est plus qu'exilé. Il recommence à correspondre avec ses amis jansénistes et continue son ouvrage. Il crée et finance également des écoles gratuites auxquelles il fournit des livres jansénisants. L'évêque d'Avignon l'envoie alors en exil à Viviers et lui refuse plusieurs fois la communion, ce qui provoque une fois encore des protestations des parlementaires. Cette tentative de défendre un confrère débouche sur une nouvelle lettre de cachet qui, le 29 juin 1739, exile Montgeron à Valence. Il est interné dans la citadelle de la ville, où il doit en sus payer sa nourriture et son logement.
Il peut tout de même continuer son œuvre et fait publier à l'étranger les deuxième et troisième volumes de la Vérité des miracles, en 1741 et 1747. Il meurt en 1754 à Valence, après dix-sept ans de captivité, et est enterré dans le cimetière des pauvres.

## Sources et bibliographie
- Louis Basile Carré de Montgeron, La vérité des miracles de M. de Pâris démontrée contre M. l'Archevêque de Sens, 3 tomes, 1737, 1741 et 1747.
- Augustin Gazier, Histoire générale du mouvement janséniste depuis ses origines jusqu'à nos jours, tome 1, Paris, Honoré Champion, 1924.